# We Are Planet Perfecto Volume 4
We Are Planet Perfecto Volume 4 – album kompilacyjny angielskiego DJ-a i producenta muzycznego Paula Oakenfolda. Wydany został 24 października 2014 roku nakładem wytwórni płytowej Perfecto Records. Wśród artystów obecnych na wydawnictwie znaleźli się, m.in. Markus Schulz, Sander van Doorn, Richard Durand oraz Paul Oakenfold.

## Lista utworów
Opracowano na podstawie materiału źródłowego.

### CD 1
1. DedRekoning feat. Sophie Ellis-Bextor – "Only Child" (Radio Edit) - 3:32
2. Adrian Lux & Marcus Schössow feat. JJ – "Wild Child" (Radio Edit) - 2:41
3. Andre Sobota – "People" (Radio Edit) - 3:08
4. Philthy Chit – "Tranquiliser" (Radio Edit) - 4:17
5. Solid Stone & Jennifer Rene – "Not Enough" (Radio Edit) - 4:17
6. Disfunktion feat. Max'C – "No Matter" (2014 Rework Radio Edit) - 3:41
7. Above & Beyond feat. Alex Varg – "Blue Sky Action" (Grum Radio Edit) - 3:40
8. MB Sak feat. Bonnie Legion – "Colours" (Disfunktion Radio Edit) - 3:35
9. Soundprank – "Flare" (LTN Radio Edit) - 3:22
10. Disfunktion – "Syxe" (Oakenfold Edit) - 5:11
11. Future Disciple – "The Mayans Are Coming Back" (Radio Edit) - 4:00
12. Shadow of Two – "Hidden Dreams" (Radio Edit) - 3:54
13. Sander van Doorn – "Get Enough" (Original Mix) - 5:54
14. Max Graham feat. Neev Kennedy – "So Caught Up" (Rafaël Frost Radio Edit) - 3:47
15. Paul Oakenfold & Cassandra Fox – "Touch Me" (Perfecto Radio Edit) - 3:18
16. Paul Oakenfold – "Hold That Sucker Down" (Paul Oakenfold 'Stateside' Radio Edit) - 3:41
17. Andrew Bayer – "Once Lydian" (Radio Edit) - 3:11
18. Richard Durand & Fisher – "In Your Hands" (Radio Edit) - 3:34
19. Styller – "Pathfinder" (Radio Edit) - 3:50
20. Max Graham vs Maarten De Jong – "Lekker" (Radio Edit) - 3:49
21. Paul Oakenfold – "Ready Steady Go!" (Beatman & Ludmilla Radio Edit) - 4:00
22. Paul Oakenfold – "We Are Planet Perfecto, Vol. 4" (Full Continuous Mix, Pt. 1) - 73:56

### CD 2
1. Haldolium – "Behind the Wheel" (Radio Edit) - 3:37
2. Paul Oakenfold feat. Tiff Lacey – "Hypnotized" (Markus Schulz Radio Edit) - 3:30
3. Johnny Yono – "Poison Whispers" (Radio Edit) - 3:41
4. Eco & Mike Saint-Jules – "Azure" (Radio Edit) - 3:47
5. Simon Patterson feat. Sarah Howells – "Dissolve" (Radio Edit) - 4:02
6. Paul Oakenfold – "Not Over Yet" (Radio Edit) - 4:29
7. Home Alone – "Serpents" (MESMER Radio Edit) - 3:50
8. Transwave – "Land of Freedom" (Liquid Soul Radio Edit) - 03:52
9. E-Clip & Egorythmia – Starstuff” (Radio Edit) - 03:36
10. Richard Durand – "Morning Light" (Radio Edit) - 02:37
11. IKO – "Heart of Stone" (Solarstone Pure Radio Edit) - 04:10
12. Markus Schulz – "Dancing in the Key of Life" (M.I.K.E. Push Radio Edit) - 03:55
13. Cosmonaut & Satellites – "I Don't Know" (Ksen Radio Edit) - 02:45
14. Liquid Soul & DJ Dream - "Liquid Dream" (Radio Edit) - 03:33
15. Thomas Datt – "Prana Flow" (Radio Edit) – 04:17
16. Federation – "Be There" (Darren Porter Radio Edit) - 03:49
17. Mac & Monday – "Raysa" (Radio Edit) - 04:06
18. Paul Oakenfold – "Open Your Eyes" (XGenic Radio Edit) - 04:07
19. Man with No Name – "Vice Versa" (Vertical Mode Radio Edit) - 03:49
20. Will Atkinson – "Victims" (Radio Edit) - 03:56
21. Paul Oakenfold – "Ibiza" (Paul Oakenfold Full on Fluoro Radio Edit) - 03:53
22. Paul Oakenfold – "We Are Planet Perfecto, Vol. 4 - #FullonFluoro" (Full Continuous Mix, Pt. 2) - 76:34